# Margen (tipografía)
En tipografía, un margen es el área entre el contenido principal de una página y los bordes de la misma. El margen ayuda a definir dónde comienza y termina una línea de texto. Cuando se justifica una página, el texto se distribuye para alinearse con los márgenes izquierdo y derecho. Cuando dos páginas de contenido se combinan una junto a la otra (conocida como extensión de dos páginas), el espacio entre las dos páginas se conoce como canal. (Cualquier espacio entre columnas de texto es un canal.) o márgenes interiores. Los márgenes superior e inferior de una página también se denominan "cabeza" y "pie", respectivamente. El término "margen" también se puede usar para describir el borde del contenido interno, como el borde derecho o izquierdo de una columna de texto.
Las marcas hechas en los márgenes se llaman marginalia.

## Historia

### El rollo
Los márgenes son un método importante para organizar la palabra escrita y tienen una larga historia. Por ejemplo, en el antiguo Egipto, la escritura se registraba en rollos de papiro. Dichos rollos de papiro egipcio podían alcanzar hasta 30 metros de longitud y contenían texto organizado en columnas colocadas de izquierda a derecha a lo largo del rollo. Las columnas se denominaban pagina (o páginas) y estaban separadas por márgenes, de modo que los rollos podían desenrollarse horizontalmente, descubriendo secciones individuales una por una. Por lo tanto, en los rollos de papiro los márgenes cumplían la función de señalar visualmente a los lectores cuando detenerse la lectura y moverse hacia abajo a la siguiente línea de texto.

### El códice
Durante los primeros tres siglos de la era cristiana, el rollo empezó gradualmente a ser reemplazado por el códice. En lugar de almacenar el texto en una pieza larga y continua de cualquier papiro, el códice fue construido de piezas individuales de pergamino, unidas por un lado. Ahora que cada página estaba separada físicamente de todo el resto, los márgenes se hicieron menos necesarios para distinguir el principio y el final del bloque de texto. Sin embargo, asumieron un nuevo papel. Antes del códice, generalmente los comentarios sobre un texto se registraban en pergaminos separados. Con el advenimiento del códice, los márgenes (habiendo sido largamente despojados de su función original) se convirtieron en espacio extra que podría ser utilizado para incorporar comentarios al lado del texto original. El texto adicional y las imágenes incluidas en los márgenes de los códices se llaman marginalia. Los comentarios académicos incluidos en los márgenes junto a su texto fuente se conocen como scholia. Sin embargo, este no fue el único propósito de los márgenes en el códice. Incluso cuando no se agregaban comentarios, la mayoría de los libros siguió dejando espacio alrededor del bloque de texto en todos los lados de cada página. Este espacio marginal servía para varios propósitos prácticos. Dejar un espacio en blanco alrededor del texto protege el bloque de letras, dándole al lector algún lugar para poner los pulgares mientras sostiene el libro. Además, ese espacio en blanco desempeña un papel importante en la lectura y la comprensión del texto. Se ha debatido el efecto exacto de los márgenes sobre la legibilidad, pero algunos estudiosos sostienen que sin espacio vacío para compensar el texto, la tarea de leer podría tomar más del doble de tiempo. Finalmente, los márgenes cumplen una función estética al enmarcar el texto dentro de un borde en blanco.

### El libro impreso
Con la invención de la imprenta, los libros comenzaron a fabricarse en gran número A medida que el papel comenzó a producirse a granel, el tamaño y la forma de las páginas se determinaron cada vez más por el tamaño y la forma del molde, que era más práctico para los productores. A medida que las páginas se volvieron más estandarizadas, también aumentó el tamaño y la forma de los márgenes. En general, los márgenes de los libros han disminuido con el tiempo. Los márgenes amplios, comunes durante el Renacimiento, han dado paso a proporciones mucho más estrechas. Sin embargo, todavía hay mucha variación dependiendo del tamaño y el propósito del libro.

### La página digital
Las computadoras e Internet han revolucionado nuestro consumo de la palabra escrita. Ahora, los libros pueden existir sin páginas físicas, y el texto se puede ver en una miríada de dispositivos. En los primeros días de Internet, el concepto de márgenes era ajeno a los navegadores web. Sin embargo, a medida que crecieron las pantallas de los ordenadores, esto se convirtió en un problema para la legibilidad y la estética del texto. La invención de técnicas más sofisticadas como CSS le permitió a los diseñadores controlar los márgenes de sus páginas web y dejar más espacio en blanco. Aunque todavía existen páginas web sin margen, por lo general hoy se entiende que es importante tener márgenes lo suficientemente amplios como para proporcionar un espacio en blanco adecuado alrededor del texto, a los efectos de usabilidad y legibilidad del texto digital. De hecho, los márgenes se vuelven aún más importantes porque el contenido web comparte el espacio visual con otros elementos, como la interfaz del navegador web, así como otros iconos y ventanas
Los márgenes también desempeñan un papel importante en el procesamiento digital de textos. Los márgenes predeterminados para Microsoft Word a partir de la versión 2007 han sido 2,54 cm (1 pulgada); En Word 2003, los márgenes superior e inferior predeterminados fueron de 2,54 cm (1 pulgada), pero se daban 3,18 cm (1,25 pulgadas) a la izquierda y a la derecha. OpenOffice Writer tiene 0,79 pulgadas (2 cm) por todas partes. LaTeX varía el ancho de sus márgenes dependiendo del tamaño del tipo. De forma predeterminada, LaTeX utiliza tamaños de margen de 1,5 pulgadas para documentos de 12 pts, 1,75 pulgadas para 11 pts y 1,875 pulgadas para márgenes relativamente grandes de 10 pts. Estos ajustes están destinados a permitir un máximo de 66 caracteres por línea, para aumentar la legibilidad. Sin embargo, los estudios han demostrado que las longitudes de línea más largas (más de 66 caracteres por línea) pueden mejorar la legibilidad.